# Pristimantis sarisarinama
Pristimantis sarisarinama es una especie de anfibios de la familia Craugastoridae.

## Distribución geográfica y hábitat
Es endémica del tepuy Sarisariñama (Venezuela). Su rango altitudinal oscila entre 1000 y 1400 m s. n. m..